# 欧洲泽龟
欧洲泽龟（学名：Emys orbicularis）是龟中的一种长寿的淡水物种。

## 栖息地

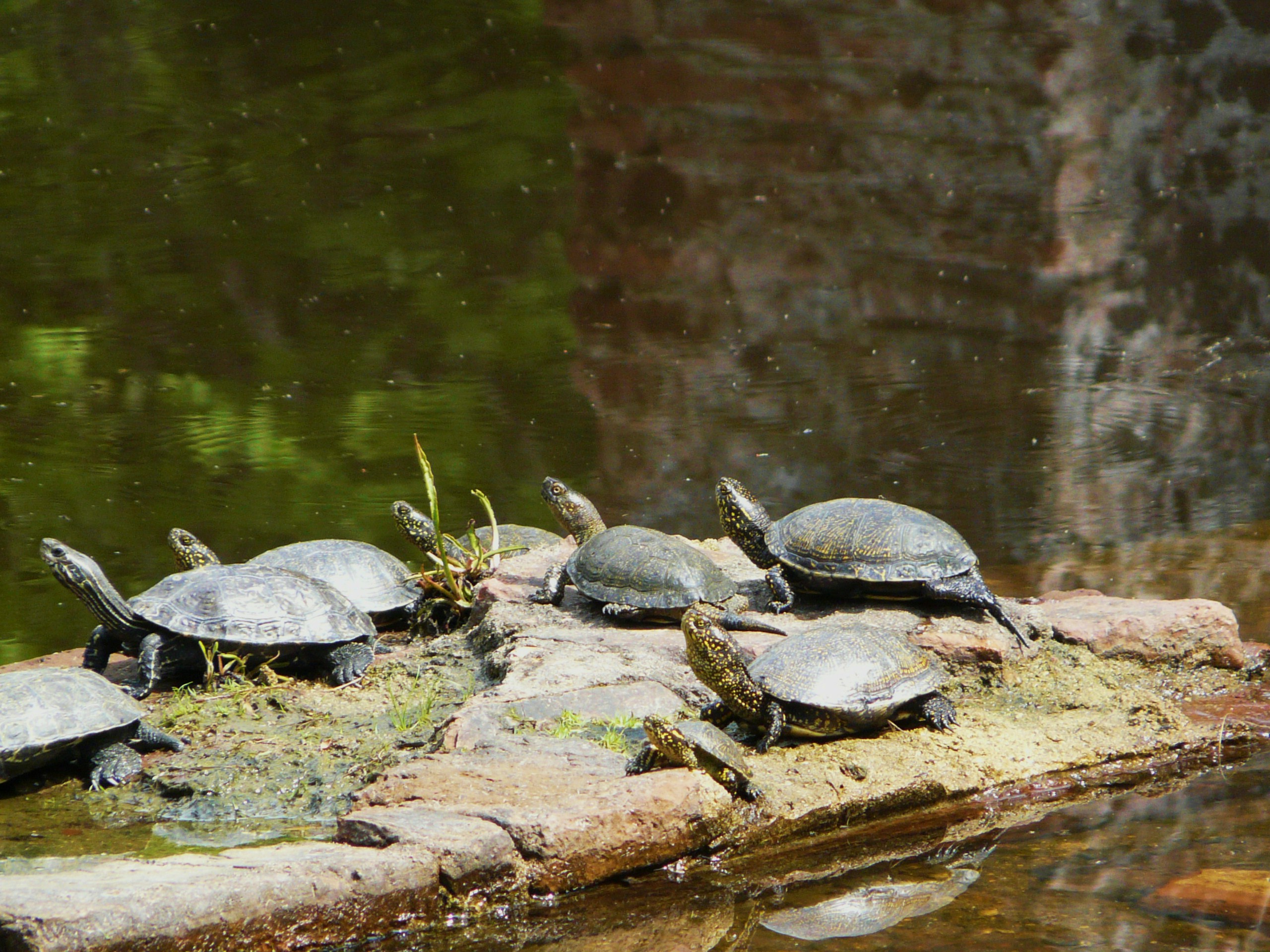
阿尔巴尼亚布特林特的一群欧洲泽龟

欧洲泽龟喜好在由大片自然树木环绕的湿地中栖息，此外在高地环境中也有所分布。一般认为欧洲泽龟是一种水陆两栖的物种，因为其领地有时可延伸至距水1000米甚至4000米处。

## 食用
直到18世纪初，欧洲泽龟是受欢迎的斋戒食物。因为在斋戒期间不能吃肉，所以在水里生活的动物，从龟到水獭都被视作鱼类。